# Nikolái Sokolov (deportista)
Nikolái Sokolov (Unión Soviética, 28 de agosto de 1930- 12 de mayo de 2010) fue un atleta soviético, especializado en la prueba de 3000 m obstáculos en la que llegó a ser subcampeón olímpico en 1960.

## Carrera deportiva
En los JJ. OO. de Roma 1960 ganó la medalla de plata en los 3000 m obstáculos, con un tiempo de 8:36.4 segundos, llegando a meta tras el polaco Zdzisław Krzyszkowiak que con 8:34.2 s batió el récord olímpico, y por delante del también soviético Semyon Rzhishchin (bronce con 8:42.2 s).